# Primula abchasica
Primula abchasica là một loài thực vật có hoa trong họ Anh thảo. Loài này được Sosn. miêu tả khoa học đầu tiên.